# Time to Burn
Time to Burn è il secondo album in studio del gruppo musicale statunitense Giant, pubblicato nel marzo 1992 dalla Epic Records.

## Tracce
1. Thunder and Lightning – 4:23 (Dann Huff, Van Stephenson)
2. Chained – 7:19 (Huff, Alan Pasqua, Michael Brignardello)
3. Lay It on the Line – 5:22 (Huff, Michael Brignardello)
4. Stay – 4:46 (Huff, Pasqua, Stephenson)
5. Lost in Paradise – 5:31 (Pasqua, Stephenson)
6. Smoulder (strumentale) – 0:29 (Huff)
7. Time to Burn – 4:49 (Huff, Pasqua, Brignardello)
8. I'll Be There (When It's Over) – 4:29 (Huff, Terry Thomas, Jim Vallance)
9. Save Me Tonight – 6:00 (Huff, Pasqua, Brignardello, Todd Cerney)
10. Without You – 4:26 (Huff, Brignardello, Vallance)
11. Now Until Forever – 5:44 (Huff, Robert White Johnson)
12. Get Used to It – 4:50 (Huff, Phil Naish, Stephenson)

## Formazione
- Dann Huff – voce, chitarre
- Mike Brignardello – basso, cori
- Alan Pasqua – tastiere, cori
- David Huff – batteria, percussioni, cori